# 沢登り

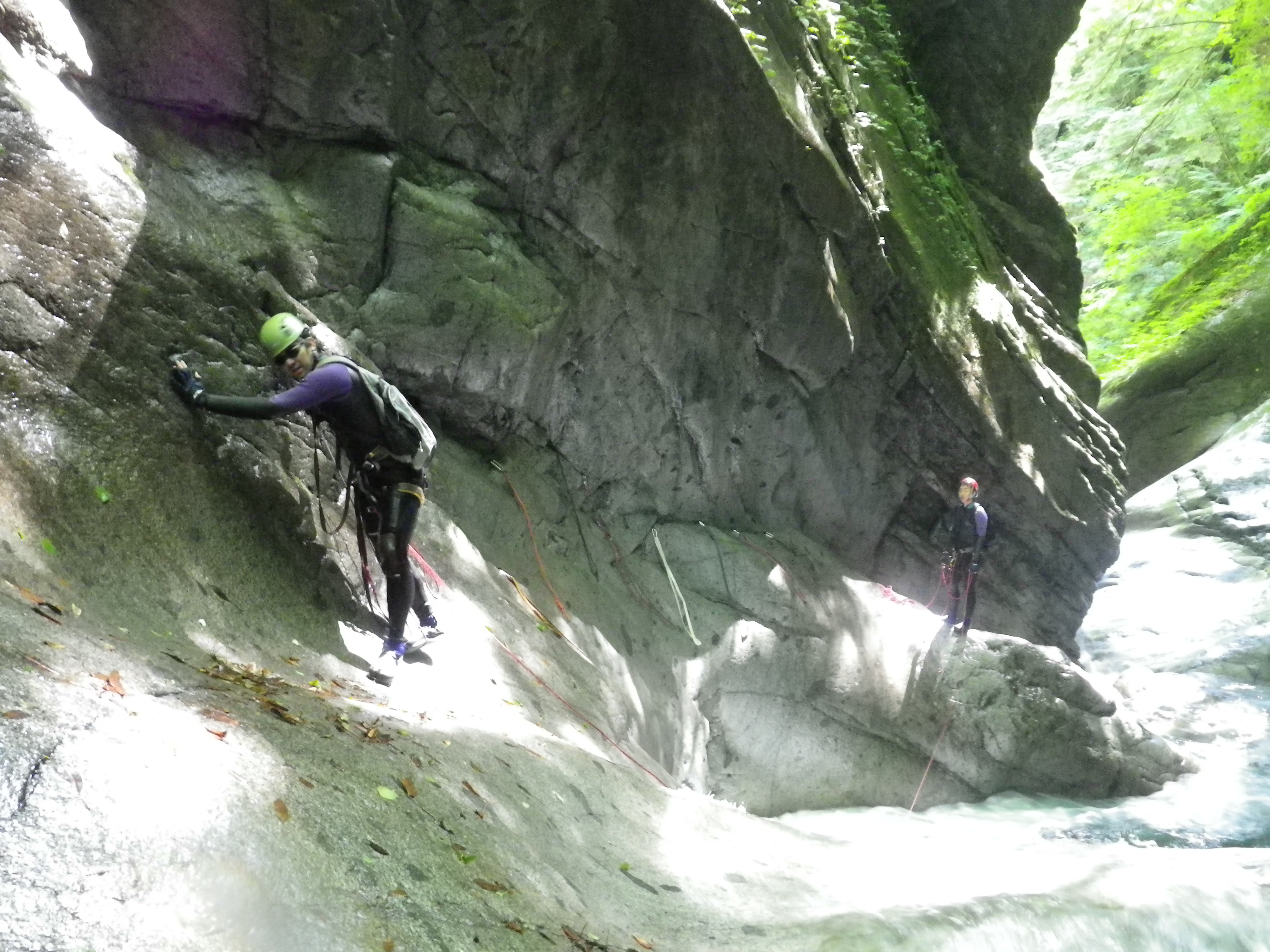
登攀の様子

沢登り（さわのぼり）は、沢や滝を登ること、または、その技術。伝統的に登山の一形態とされることが多い。

## 概説
渓流は景観として美しく、変化に富み、また涼しくて心地よく、楽しい場所と見えるが、一般に「山で道に迷ったら尾根に出ろ」というように、歩くコースとしてはよくない面が多い。凸凹が激しく、足下は滑りやすく、水に落ちると体を冷やす。また、滝があると迂回しなければならない。これらを逆手にとって、水に入る用意や岩を登る用意をした上で、それを積極的に楽しんでしまおうというのがこれである。
スポーツとしての登山が発達する以前は、登山道の無い薮山へ登る手段として、沢すじを利用したルートが使われていた。
技術的にはロッククライミング（登攀）に属するが、主に水の流れる沢や滝を登るという性質から、ひとつの独特の分野を形成している。一般的には登山道が無い場合が多く、むしろバリエーションルートとして楽しむために登られる事が多い。
近年になって山に登ることを目的としない沢登りも行われるようになって、一般的な山登りと区別する考え方や、場合によっては登山とは別分野のアウトドアスポーツとされることもある。
上述のように、沢を移動することは尾根を移動することに比べると基本的には難しい点が多いから避けられているのだが、その難を回避する技術を身につけていれば、沢登りには、山の中を移動しつつ渓流釣りの釣行を楽しむことができたり、河原では最適なキャンプ地を容易に見つけることができる、水を得るのに苦労しない、等々の利点はある。
ロッククライミングと比較した場合は、岩壁を登り続ける訳ではないし、また、登攀具の必要な滝の場合でも、その左右に巻き道が存在する場合が多く、体力と技術にあわせたルートをとることができるという利点はある。だが、濡れている場所が非常に多い、水流がある、という技術的な難しさがある。尾根の登山道を行く（一般的な）登山と比べた場合は、乾いていない場所、つまり濡れた岩、苔むして非常に滑りやすい岩の中などを進むので骨折事故や滑落死などの重大事故が起きやすくなる面がある。（→#注意事項）

## 歴史
登山形態としての沢登りのパイオニアは、黒部峡谷の遡行で知られる冠松次郎（1883年 - 1970年）である。1980年代中頃から積極的に泳いで滝や淵を突破するウォータークライミング要素が取り入れられるなど、ルートのグレードアップが盛んに行われるようになり、アメリカンエイドの応用やライフジャケットの活用など、様々な溯行技術の改良が行われた。またマタギの行動･生活技術の導入など、自然回帰的な志向も一部で広がりを見せた。
沢登り人口の高齢化の危機がささやかれた時代もあったが、2000年代に入ると温暖化とヒートアイランド現象の影響もあってか、避暑としての水遊び的な沢登りが盛んになり、年齢層も再び多様化していると見られる。

## 注意事項
しかしながら、沢登りは危険も多い。
濡れた岩の上を進む場面が多く、苔の膜などができている岩は非常に滑りやすく、なんでもないように思われる場所で滑って転び身体を打ち付ける事故はかなりの頻度で発生しており、腕・肩・肋骨などを骨折する事故も多い。濡れた場所を登攀する時に滑落し頭部から落ちたり頭部を岩に打ちつけて死亡する事故も起きやすい。頭部を打ち意識を失い、沢の水の中で溺死した事故例もある。
また、沢という地形ゆえの危険も多いので、登攀ルートの難易度だけで判断してはならない。沢には、登攀以外のところに危険が隠れている。山では天候が急変して大雨もあるが、そうなるとあれよあれよという間に鉄砲水に襲われる危険があるので、急いで尾根筋にエスケープしなければならない。3,000 m級の山域の沢の場合は、夏でも雪渓が残っていることが多い。下に水が流れる沢筋の雪渓は、下部が大きくえぐれて、スノーブリッジ状の形状になっているため、常に崩落の危険がある。沢は、当然、尾根に対して狭まった凹地状の地形であるため、電波状態も悪く、また視界も利かないことが多い。地図をしっかりと読める力がないと、迷子になってしまう危険もある。
このように、沢登りは未経験者がいきなり挑戦するのはかなり危険なので、最初は経験者に同行するという方法をとるのが一般的で無難である。沢登りの解説書や登山雑誌の特集記事などで知識を付けたとしても、文字や写真だけではとてもではないが理解しきれないことも多いので、書物で注意点などを学んだ上で経験者に同行する。特に、危険を避けるためにも、沢登りの過去の事故例についてはよく学んでおいたほうがよい。
骨折・遭難した場合に起きる状況を考慮すると、よほどのベテランでない限り、沢登りでは基本的には単独行も避けたほうがよい。
渓谷内は自然度が高いため、生息する生物も多いのも魅力。しかし有毒生物や有毒植物、吸血動物などの危険も少なくないので、注意が必要である。
2000年代以降の傾向として、積極的に水に入る行動が増えたために、水難死亡事故も増加している。これは登山技術から派生した沢登りには、水理学に基づく河川行動技術のノウハウが蓄積されていないためで、一部でカヤックやラフティングなどの専門家からの、安全管理技術の導入が一部で始まっている。

## 用具
日本では沢登りの用具として、以前は地下足袋（特にフェルト底のもの）にわらじを履いていたが、現在は渓流シューズや渓流足袋が一般的である（渓流釣りの用具でもある）。いずれも、濡れた石のヌメリでも滑りにくくなっている。
ロッククライミングと共通する用具は、ヘルメット、ハーネス、カラビナ、ロープ（ザイル）、スリング（シュリンゲ）、エイト環などの下降具、ハーケンやボルトがある。
また、通常の登山には地形図等の一般の地図や山と高原地図 (昭文社)に代表されるような登山地図が用いられるが、沢登りには遡行図という専用地図が用いられる。遡行図は、沢にある地形や人工物、支流の分岐、滝等の位置関係を沢筋に沿って表した模式図で、距離や方角は正確ではないため厳密な実測図ではないが、沢を一直線に遡行していく上では非常に重宝する。
そのほかは、登山用具と共通である。

## 沢登り専門誌
- 白山書房『渓流』『Fall Number』1979-1986年[1][2]